# Жевлаки (Смоленская область)
Жевлаки — деревня в Смоленской области России, в Сафоновском районе. Население – 2 жителя (2007 год) . Расположена в центральной части области в 18 км к юго-востоку от города Сафонова, в 11 км севернее автодороги Р134 «Старая Смоленская дорога», на берегу реки Величка. В 12 км севернее от деревни железнодорожная станция Митино	 на линии Москва — Минск. Входит в состав Игнатковского сельского поселения.

## История
В годы Великой Отечественной войны деревня была оккупирована гитлеровскими войсками в сентябре 1941 года, освобождена в 1943 году.